# Spatulipalpia albicostalis
Spatulipalpia albicostalis är en fjärilsart som beskrevs av George Francis Hampson 1912. Spatulipalpia albicostalis ingår i släktet Spatulipalpia och familjen mott. Inga underarter finns listade i Catalogue of Life.